# Poraniopsis japonica
Poraniopsis japonica är en sjöstjärneart som beskrevs av Fisher 1939. Poraniopsis japonica ingår i släktet Poraniopsis och familjen kuddsjöstjärnor. Inga underarter finns listade i Catalogue of Life.